# Relax (deutsche Band)
Relax ist eine deutsche Musikgruppe, die vor allem in den 1980er Jahren bekannt war.

## Bandgeschichte
Die Gruppe wurde 1981/82 gegründet. Schon vor 1981 hatten Peter Volkmann (Schlagzeug) und Klaus Scheldt (Bass) zusammen mit Dieter Klier (Keyboard) und Peter Näder (Gitarre, Gesang) die Gruppe SPY gegründet, die Rockmusik mit englischen Texten sang. Nachdem Peter Näder als Frontmann 1981 die Gruppe verlassen hatte, änderte sich auch der Musikstil.
Relax nahm 1982 in der Besetzung Peter Volkmann (Gesang), Klaus Scheldt (Bass) und Dieter Klier (Keyboard) die Single Radio hör’n auf. Bei dieser Adaption des ein Jahr älteren englischsprachigen Liedes Video Life von Reinhold Bilgeri handelte es sich um einen „bayerischen Mundartrock“. Gleich nach den ersten Auftritten fand das Trio Unterstützung von Claus Mathias (Gitarre) und Ernst „Örnie“ Singerl (Schlagzeug) und nahmen Titel im ähnlichen Stil wie Radio hörn auf. Weil i di mog und Marie (Adaption des kroatischen Liedes Mary von Alen Slavica, 1983) wurden die ersten großen Erfolge.
1983 ging die Band mit Hubert Kah, Markus und Nena auf große Deutschland-Tour beim Levi’s Rock Festival ’83.
1984 nahm die Gruppe mit der Sängerin Cosi (alias Ingrid Häfner) an der deutschen Vorentscheidung zum Eurovision Song Contest teil. Ihr Titel Oh, i woaß net (ob das guat geht) erreichte Platz 9. Im gleichen Jahr kam auch die erste Umbesetzung der Gruppe: Dieter Klier verließ die Band und wurde durch Felix Weber am Keyboard ersetzt. 1985 hatte die Band mit dem Titel A weißes Blatt’l Papier in Österreich und Süddeutschland einen der größten Erfolge ihrer Karriere.
Nach einer kreativen Pause nach dem 1986er Album Ich schenk dir mein Herz erfolgte die nächste Umbesetzung der Band: Klaus Scheldt und Felix Weber verließen die Band. Dafür stieg SPY-Sänger Peter Näder wieder ein, und Matthias Schmitt ersetzte Felix Weber am Keyboard. Felix Weber lebt seit dem Jahr 2000 in den USA, wo er ein eigenes Musikstudio betreibt. Claus Mathias trat nur noch als Komponist und Gastmusiker bei Relax in Erscheinung, da er ebenfalls als Songwriter und Produzent für andere Künstler arbeitete.
Am 30. März 1992 traten Relax in der deutschen Vorentscheidung Ein Lied für Malmö zum Eurovision Song Contest auf. Ihr Song Blue Farewell River erhielt von der elfköpfigen Jury jedoch keine Punkte und belegte in der Endabrechnung den vierten Platz.
1993 erschien bei der Musikfirma Koch das Album Ganz relaxed mit der Single I hob di so gern. Die Band war zwischenzeitlich zum Trio geworden, da Ernst „Oernie“ Singerl die Band verlassen hatte. Auch ihre musikalische Richtung entwickelte sich seither mehr hin zum volkstümlichen Schlager. 1996 trennte sich dann Relax.
Im Jahr 2006, zum 25-jährigen Jubiläum, veröffentlichte der ehemalige Relax-Gitarrist Claus Mathias, auch Autor und Komponist einiger Relax-Erfolgstitel, mit neuer Besetzung das Album Lebensg’fühl, das alle großen Relax-Hits als Neuproduktionen enthält.
Im Jahr 2009 trat dann die „Originalstimme“ Peter Volkmann nach langer Pause und ebenfalls mit neuer Besetzung mit dem Album Immer sche relaxed bleim als Relax wieder in Erscheinung. Nach 2 Tonträger-Veröffentlichungen wurde es nach dem 40-jährigen Bandjubiläum abermals still um die Band. 
Erst 2024 gab es wieder ein Lebenszeichen von Relax. Gründer und Autor aller großen Relax-Hits Claus Mathias stieg wieder als Frontmann ein. Verstärkung holte sich die Band mit Patrick Cox, dem ehemaligen Schlagzeuger und Gitarristen der Schürzenjäger.

## Diskografie
Studioalben

| Jahr | Titel Musiklabel                           | Höchstplatzierung, Gesamtwochen, AuszeichnungChartplatzierungen (Jahr, Titel, Musiklabel, Platzierungen, Wochen, Auszeichnungen, Anmerkungen) | Höchstplatzierung, Gesamtwochen, AuszeichnungChartplatzierungen (Jahr, Titel, Musiklabel, Platzierungen, Wochen, Auszeichnungen, Anmerkungen) | Höchstplatzierung, Gesamtwochen, AuszeichnungChartplatzierungen (Jahr, Titel, Musiklabel, Platzierungen, Wochen, Auszeichnungen, Anmerkungen) | Anmerkungen                             |
| Jahr | Titel Musiklabel                           | DE | AT | CH | Anmerkungen                             |
| ---- | ------------------------------------------ | --- | --- | --- | --------------------------------------- |
| 1982 | Relaxed samma Ariola                       | DE24 (14 Wo.)DE | AT17 (4 Wo.)AT | — | Erstveröffentlichung: 1982              |
| 1983 | Vui zvui G’fui Ariola                      | DE54 (8 Wo.)DE | — | — | Erstveröffentlichung: 1983              |
| 1984 | Herbie auf Hawaii Ariola                   | — | — | — | Erstveröffentlichung: 1984              |
| 1986 | Ich schenk Dir mein Herz Ariola            | — | — | — | Erstveröffentlichung: 1986              |
| 1989 | C’est la vie (so is es Leb’n) Dino Music   | — | — | — | Erstveröffentlichung: 1989              |
| 1991 | Du oder koane Dino Music                   | — | — | — | Erstveröffentlichung: 1991              |
| 1993 | Ganz Relaxed Koch International            | — | — | — | Erstveröffentlichung: 6. August 1993    |
| 1995 | Nur bei Dir Koch International             | — | — | — | Erstveröffentlichung: 31. Januar 1995   |
| 1996 | Immerno’ in di verknoit Koch International | — | — | — | Erstveröffentlichung: Dezember 1996     |
| 2010 | Immer sche relaxed bleim DA Music          | — | — | — | Erstveröffentlichung: 19. November 2010 |
| 2015 | Nur dei Herzklopf’n hör’n Bogner Music     | — | — | — | Erstveröffentlichung: 4. September 2015 |

grau schraffiert: keine Chartdaten aus diesem Jahr verfügbar

## Auszeichnungen
- 1985: Goldene Stimmgabel